# Valaker

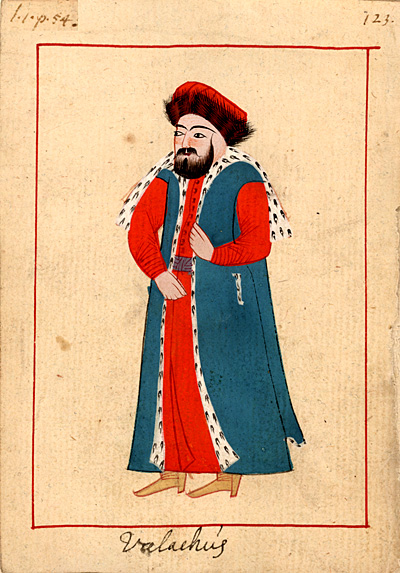
Man från Valakiet 1657; från Claes Rålambs turkiska dräktbok.

Valaker (eller valacher, vlacher, med flera stavningar; relaterat till Valakiet) är idag vanligtvis en samlande benämning på de romansktalande folken i östra och sydöstra Europa. Termen valaker/vlacher/vlaker användes första gången på 700-talet.

## Utbredning
Termen valaker avser främst på Balkanhalvön med omgivningar boende romansktalande. De finns även i Polen, Tjeckien och Turkiet, där de ibland kallas för rumäner, arumäner, morlaker, meglenorumäner och istrorumäner. Vlachiska är på samma sätt en rubrik för språken arumänska, som ibland vlachiska syftar på, morlakiska, meglenorumänska och istrorumänska.  I Nordmakedonien bor valaker huvudsakligen kring städerna Bitola, Resen och Krusevo.

## Ursprung
Valakerna/vlacherna/vlakerna är en folkgrupp av omtvistat ursprung. De anses härstamma från de dako-romanska folken i antikens romerska Dakien (Dacia), som sträckte sig från öster om dagens Belgrad åt nordost över det moderna Rumänien och en bit in i dagens Ukraina. Valakerna blev i likhet med olika slaviska folkgrupper pressade mot väst och sydväst och Balkan av hunnernas härjningar under 400-talet.

## Valackare
Valakerna har historiskt sett ofta ägnat sig åt djurhållning, och tidigare exporterade man kastrerade hästar till Nordeuropa. Därav har namnet vallack uppkommit. En person som kastrerar hästar kallas valackare.

## Kända valaker
- Gino Traiolivic
- Slobodan Maricic
- Mark-Daniel Maricic